# Masséot Abaquesne
Masséot Abaquesne (* um 1500 in Cherbourg; † 1564 in Sotteville-lès-Rouen) war ein französischer Töpfer und Fayencier.

## Leben

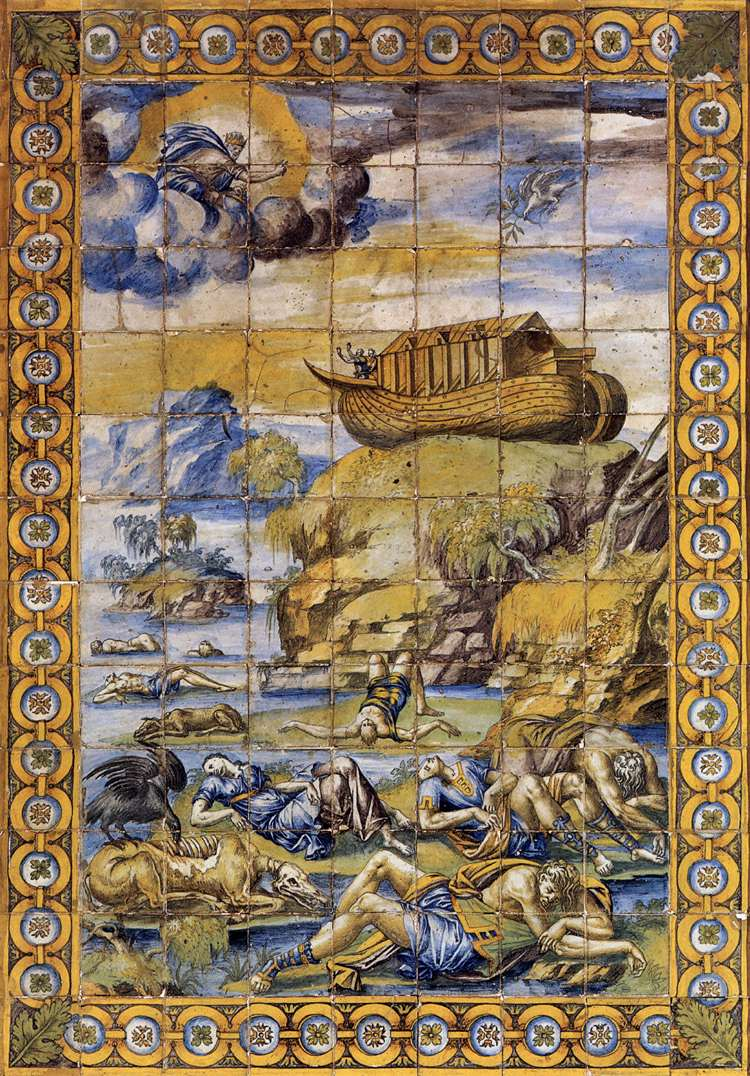
Teil des Bodens aus dem Schloss Écouen

Über die Ausbildung von Masséot Abaquesne ist wenig bekannt. Erstmals wird er in einer Urkunde aus Rouen vom Oktober 1526 als emballeur („Verpacker“) erwähnt. Er stellte, zuerst für eine Manufaktur in Rouen, deren Direktor er wurde, echte Fayencen her und gehört somit zu den ersten französischen Fayenciers, 20 Jahre vor Bernard Palissy. 1527/28 wirkte er an den Dekorationen des Château de Madrid mit, wobei er sich an die Entwürfe des florentinischen Architekten Girolamo Della Robbia hielt. Der Bau dieses Schlosses war von König Franz I., mit dessen Hof Abaquesne verbunden war, angeordnet worden. Partiell blieben die Dekorationen Abaquesnes erhalten.
1530 stellte Abaquesne den Fliesenfußboden für das Taubenhaus zu Boos her, eine Gemeinde, die heute im französischen Département Seine-Maritime liegt. 1542 schuf er für den Connétable Anne de Montmorency sein bedeutendstes Werk, die Wand- und Bodenverkleidung des Schlosses Écouen. Darauf waren auch Episoden aus der römischen Geschichte porträtiert. Stücke dieser Fliesenböden, welche die legendären altrömischen Personen Gaius Mucius Scaevola und Marcus Curtius zeigen, befinden sich im Musée Condé in Chantilly. Im Mai 1545 wurde Abaquesne von einem Apotheker aus Rouen mit der Herstellung von 4152 Apothekengefäßen betraut. Im gleichen Jahr schuf er den Fußbodenbelag im Schloss von Polisy. Ab 1548 unterhielt er eine Werkstatt in Sotteville-lès-Rouen. Der Fußboden der Kapelle des Schlosses La Bastie d’Urfé war ein Werk Abaquesnes aus dem Jahr 1557. Auftraggeber war Claude d’Urfé, Gouverneur der Kinder Heinrichs II.; Abaquesnes Verdienst dabei belief sich auf 559 livres tournois. Im 19. Jahrhundert wurden Teile dieses Fußbodens auf verschiedene private und öffentliche Sammlungen, so den Louvre, aufgeteilt.
Bemerkbar ist der Einfluss italienischer Majoliken auf die Werke von Masséot Abaquesne. Er war mit Marie Durand verheiratet, die nach seinem Tod seine Werkstatt weiterbetrieb; sein Sohn Laurent Abaquesne erzeugte u. a. pharmazeutische Gefäße.